# Format obrazu
Format obrazu – wymiary wyświetlanego obrazu wyrażone ilorazem jego długości do wysokości (zazwyczaj przedstawione jako x:y lub x×y, przy czym symbol oddzielający wartości, dwukropek lub znak mnożenia, czytane są jako na). Obecnie najpopularniejszymi formatami obrazu są, anamorfotyczny standard kinowy 2,39:1, tradycyjny 4:3 (1,33:1) stosowany powszechnie w telewizji, oraz jego następca 16:9 (1,78:1), wykorzystywany także w telewizji wysokiej rozdzielczości HDTV i telewizji cyfrowej. Wszystkie powyższe formaty stanowią część specyfikacji standardu kompresji obrazu MPEG-2, który jest wykorzystywany do zapisu na nośnikach DVD. Ostatnia z wymienionych proporcji stała się standardowym formatem w najnowszych technologiach zapisu optycznego Blu-ray i HD DVD, będąc kompromisem pomiędzy dwoma najpopularniejszymi standardami wyświetlania panoramicznego obrazu kinowego: europejskiego 1,66:1 i wykorzystywanego w Stanach Zjednoczonych, oraz Wielkiej Brytanii 1,85:1.

## Proporcje obrazu kinowego i telewizyjnego

Porównanie trzech najpopularniejszych formatów obrazu o tej samej przekątnej (wpisane w czarny okrąg). Najszerszy i najniższy prostokąt (niebieski 2,39:1), oraz środkowy (zielony 16:9) są najpopularniejszymi formatami obrazu kinowego. Najbardziej zbliżony do kwadratu (czerwony 4:3) jest standardowym formatem wykorzystywanym w telewizji.

### Ograniczenia praktyczne
Wymiary obrazu filmowego są ograniczone fizycznymi wymiarami klatki filmowej mieszczącej się pomiędzy perforacjami taśmy. Uniwersalnym standardem opracowanym przez Williama Dicksona i Thomasa Edisona w 1892 jest taśma filmowa szerokości 35 mm z klatką o wysokości czterech otworów perforacji. Chociaż faktyczna szerokość taśmy to 35 mm (1,38 cala), to przestrzeń pomiędzy perforacjami wynosi od 18,67 do 24,89 mm (0,735 cala do 0,980 cala). Ponadto obszar przeznaczony na zapisaną optycznie ścieżkę dźwiękową dodatkowo ogranicza powierzchnię klatki. Aby obraz pozostał wyraźnie szerszy niż jego wysokość, podobny do naturalnego sposobu widzenia człowieka opracowano format akademii o wymiarach klatki 22×16 mm.

### Terminologia
W przemyśle filmowym przyjęto, że wartością jednostkową będzie wysokość obrazu. Anamorfotyczny obraz jest 2,40 raza szerszy niż wynosi jego wysokość, dlatego określa się go jako 2,40:1 lub prościej 2,40 (czytaj: dwa czterdzieści). Najpopularniejszymi amerykańskimi standardami projekcji są 1,85:1 i 2,40:1, natomiast w Europie wykorzystuje się projekcję panoramiczną standardu 1,66:1. Do lat 50. XX wieku standardem kinowym był obraz o proporcjach 1,33:1, kiedy to w amerykańskich kinach zdecydowano się wprowadzić szerszy obraz formatu 1,85:1.

#### Standardy kamer filmowych
Mimo utraty powierzchni klatki na ścieżkę dźwiękową i perforację, w celu zapewnienia panoramicznego obrazu wysokiej jakości opracowano wiele alternatywnych rozwiązań projekcji. Jednym z ciekawszych był system VistaVision, który wykorzystywał standardową taśmę filmową 35 mm, ale przesuwającą się w poziomie, w taki sposób, że perforacja nie ograniczała szerokości klatki i pozwalała na rejestrację obrazu o znacznie lepszej jakości. Proporcje obrazu VistaVision wynosiły 1,5:1, ale ze względu na ogólnie przyjęty ówcześnie standard 1,85:1 konieczne było zamaskowanie górnego i dolnego fragmentu klatki, oraz późniejsza optyczna konwersja w celu wykonania kopii projekcyjnej na standardowej taśmie 35 mm z czterema otworami perforacji na klatkę. W latach 70. na krótko system ten reaktywowała wytwórnia Lucasfilm i wykorzystała do kręcenia efektów specjalnych do serii Gwiezdne wojny. Większa powierzchnia klatki systemu VistaVision pozwoliła na uniknięcie zbytniej straty jakości przy konwersji na kopie projekcyjne. Wraz z wprowadzeniem znacznie lepszych negatywów 35 mm o standardowej czterootworowej wysokości klatki charakteryzujących się mniejszym ziarnem, oraz pojawieniem się lepszych kamer i optyki, system ten stał się przestarzały i obecnie nie jest wykorzystywany. Poziomy przesuw taśmy, ale o szerokości 70 mm jest obecnie wykorzystywany w kinematografii IMAX.
Do produkcji telewizyjnej najczęściej wykorzystuje się znacznie tańszy materiał światłoczuły standardu Super 16 o szerokości 16 mm. Proporcje obrazu uzyskiwane na tym materiale są bliskie telewizyjnym 16:9, a ponieważ film taki jest zazwyczaj przeznaczony nie do bezpośredniej projekcji, ale do przeniesienia na inne nośniki, coraz częściej cyfrowe, nie jest konieczny zapis na taśmie ścieżki dźwiękowej, co pozwala zaoszczędzić powierzchnię klatki.

## Współczesne formaty obrazu

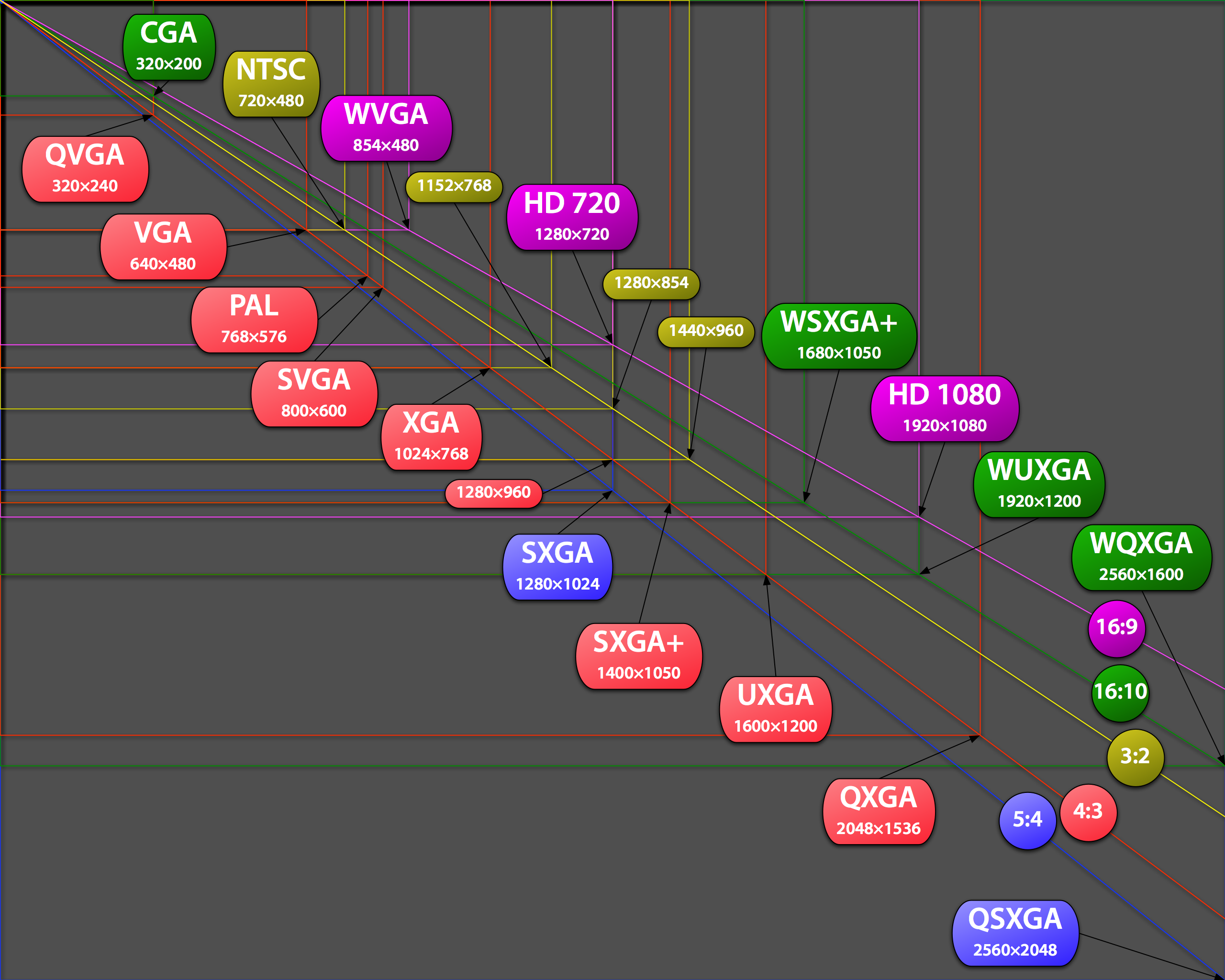
Pięć standardowych formatów obrazu wraz z odpowiadającymi im rozdzielczościami uwidoczniono na przekątnych: 16:9, 16:10, 3:2, 4:3 i 5:4

### Standard 4:3
Obraz o proporcjach 4:3 jest standardowym formatem telewizyjnym wykorzystywanym od początku epoki telewizji, oraz w wielu monitorach komputerowych. Standard 4:3 został zdefiniowany przez Amerykańską Akademię Sztuki i Wiedzy Filmowej wraz z pojawieniem się optycznego zapisu ścieżki dźwiękowej na taśmie filmowej. Poprzez adaptację istniejącego standardu do swoich potrzeb, telewizja mogła z powodzeniem wyświetlać filmy kinowe zapisane wcześniej (w latach 40. i 50.) w tych samych proporcjach. Ze względu na spadek widowni kin wytwórnie Hollywoodzkie zdecydowały się na wprowadzenie nowego standardu obrazu panoramicznego o wspomnianych wyżej proporcjach 1,85:1, co pozwoliło całkowicie odciąć się od formatu telewizyjnego.

### Standard 16:9
16:9 (czytaj: szesnaście na dziewięć) to międzynarodowy standard obrazu dla telewizji wysokiej rozdzielczości HDTV wykorzystywanej w Australii, Japonii, Kanadzie i Stanach Zjednoczonych, oraz w Europie w transmisjach satelitarnych, oraz telewizji panoramicznej standardowej rozdzielczości (EDTV) i PAL-plus od lat 80 XX w. Japonia wykorzystywała pierwszy system telewizji wysokiej rozdzielczości Super Hi-Vision o proporcjach obrazu 5:3, ale po wprowadzeniu międzynarodowego standardu 16:9 dostosowała go do tych wymagań, rozszerzając obraz do formatu 5⅓:3 (czyli 16:9). Wiele współcześnie produkowanych kamer wideo posiada możliwość zapisu cyfrowego obrazu anamorfotycznego do późniejszego zapisu na DVD. Tak zarejestrowany obraz jest kompresowany do proporcji 4:3 i w przypadku, gdy odbiornik telewizyjny posiada możliwość odtworzenia takiego zapisu jest on dekompresowany i rozciągany do formatu 16:9. W przeciwnym wypadku odtwarzacz DVD redukuje liczbę linii obrazu, zmniejszając jego wysokość oraz dodając u góry i z dołu czarne pasy. Szersze formaty kinowe takie jak 1,85:1 i 2,40:1 są dostosowane do zapisu w standardzie 16:9 poprzez dodanie czarnych pasów do obrazu już w procesie zapisu na DVD.

## Porównanie wizualne proporcji obrazu
Dwa obrazy o różnych proporcjach i tej samej wielkości (liczbie pixeli):
| 4:3 (1,33:1)  |
| 16:9 (1,78:1) |

## Poprzednie i współczesne proporcje obrazu
- 1,19:1: Movietone – wczesny standard zapisu filmu dźwiękowego na taśmie 35 mm wykorzystywany od końca lat 20. do początku 30. XX wieku, głównie w Europie. Zapis optyczny ścieżki dźwiękowej redukował jej szerokość z 1,33 do 1,19. W celu zachowania formatu akademii (1,37:1) stosowano grubsze linie międzyklatkowe. Przykładem filmów zrealizowanych w tym formacie obrazu są pierwsze filmy dźwiękowe Fritza Langa: M – Morderca i Testament doktora Mabuse. Format ten jest z grubsza taki sam jak wykorzystywany we współczesnych filmach anamorfotycznych.
- 1,25:1: Powszechnie wykorzystywana rozdzielczość ekranów komputerowych 1280×1024, będąca natywnym formatem obrazu wielu monitorów LCD. Także format fotografii filmowych 4×5. Pierwszy brytyjski system telewizji analogowej typu 405 line pracował w tym formacie od jego powstania w latach 30. do około 1950 roku, gdy zmieniono proporcje obrazu na powszechniejsze 4:3.
- 1,33:1: Oryginalny format zapisywanego na taśmie 35 mm filmu niemego. Jako 4:3 powszechny w transmisjach telewizyjnych i do zapisu obrazu np. na magnetowidach. Także standardowy format obrazu dla IMAX i kompresji obrazu MPEG-2.
- 1,37:1: pełnoekranowy standard zapisu filmu dźwiękowego na taśmie 35 mm, bardzo popularny pomiędzy 1932 i 1953. Oficjalnie przyjęty jako format akademii w 1932 przez AMPAS. Obecnie rzadko używany. Również standardowy format obrazu zapisanego na taśmach szerokości 16 mm.
- 1,43:1: Format filmów IMAX zapisanych na taśmach 70 mm z przesuwem poziomym.
- 1,5:1: Bardziej znany jako format 3:2 wykorzystywany w fotografii małoobrazkowej dla filmów 35 mm. Także szerokoekranowy format obrazu wykorzystywany w wyświetlaczach laptopów PowerBook G4 wytwórni Apple Inc., o przekątnej 15,2 cala i rozdzielczości 1440×960. Telefon multimedialny iPhone tejże firmy również posiada ekran o proporcjach 1,5:1.
- 1,56:1: Szerokoekranowy format 14:9. Najczęściej wykorzystywany do produkcji reklam jako pośredni pomiędzy dwoma najpopularniejszymi formatami telewizyjnymi: standardowym 4:3 (12:9) i szerokoekranowym 16:9, głównie jeśli produkcja taka ma być emitowana na obu typach ekranów. Po konwersji do formatu 16:9 tylko niewielka część obrazu ulega stracie, a przy prezentacji na ekranach o proporcjach 4:3 występują bardzo wąskie czarne pasy.
- 1,6:1: Format komputerowych ekranów panoramicznych popularnie znany jako 16:10. Wykorzystywany w systemach o rozdzielczościach WSXGA, WSXGA+ i WUXGA. Ten format obrazu został wybrany jako standardowy dla wielu modeli monitorów komputerowych ze względu na możliwość jednoczesnej prezentacji dwóch stron tekstu ułożonych obok siebie.
- 1,66:1: Europejski format panoramiczny dla taśm filmowych 35 mm i Super 16 mm. Inne określenia tego formatu to 5:3 (czasami również jako 1,67).
- 1,75:1: Wczesny format panoramiczny dla taśm 35 mm wykorzystywany głównie przez wytwórnię Metro-Goldwyn-Mayer, obecnie nieużywany.
- 1,78:1: Format panoramicznego obrazu wideo znany jako 16:9, wykorzystywany przez telewizję wysokiej rozdzielczości HDTV i jako jeden z trzech standardów dla kompresji obrazu MPEG-2.
- 1,85:1: Amerykański i brytyjski format panoramicznego obrazu kinowego odtwarzanego z taśm 35 mm. Wysokość klatki wynosiła około trzech otworów perforacji co umożliwiło produkcję kopii na taśmach z poczwórną lub oszczędniejszą potrójną perforacją.
- 2:1: Format panoramiczny wykorzystywany w latach 50. i na początku 60. przez Universal-International i Paramount Pictures dla filmów wyprodukowanych w technologii VistaVision. Wykorzystywany także jako jedna z odmian anamorfotycznego systemu projekcji SuperScope. Format ten wykorzystano do wydania na DVD filmu Czas apokalipsy.
- 2,2:1: Format zapisu na taśmie 70 mm obrazu panoramicznego o bardzo wysokiej rozdzielczości. Opracowany dla standardu Todd-AO w latach 50. Format 2,21:1 wchodzi w skład specyfikacji MPEG-2, ale nie jest używany.
- 2,35:1: Anamorfotyczny format zapisu na taśmie 35 mm wykorzystywany do 1970 roku w systemach CinemaScope (Scope) i wczesnej odmianie Panavision. Anamorfotyczny format obrazu uległ nieznacznym zmianom na przestrzeni lat, dlatego obecnie używany obraz tego typu ma proporcje 2,39:1[a], chociaż nadal, głównie ze względu na przyzwyczajenie, bardzo często jest nazywany po staremu jako 2,35.
- 2,39:1: Anamorfotyczny format zapisu na taśmach 35 mm stosowany po roku 1970. Czasami wartość ta jest zaokrąglana do 2,40[a]. Bardzo często jednoznaczny z napisem w czołówce filmu Filmed in Panavision lub Scope.
- 2,55:1: Oryginalny format obrazu systemu CinemaScope przed dodaniem optycznej ścieżki dźwiękowej. Także standardowe proporcje formatu CinemaScope 55.
- 2,59:1: Proporcje obrazu systemu Cinerama polegającego na jednoczesnej projekcji trzech obrazów z trzech projektorów na specjalnym zaokrąglonym ekranie.
- 2,76:1: Zapis obrazu w systemie MGM Camera 65 na taśmie szerokości 65 mm i z optyką anamorfotyczną ściskająca obraz 1,25 razy. Wykorzystana w bardzo niewielu produkcjach filmowych pomiędzy 1956 i 1964 rokiem, takich jak Ben-Hur z 1959. Format ten został wskrzeszony w 2016 dzięki filmowi Quentina Tarantino „Nienawistna ósemka”, który został nakręcony przy użyciu systemu Ultra Panavision 70.[2]
- 4:1: Format systemu Polyvision, z trzema projektorami 35 mm wyświetlającymi obok siebie obrazy o proporcjach 1,33:1. Wykorzystany tylko w jednym filmie w reżyserii Abla Gance’a pt. Napoleon z 1927 roku.

## Aspect ratio releases

### Format oryginalny
Format oryginalny określany angielskim terminem Original Aspect Ratio lub w skrócie OAR odnosi się do produkcji przeznaczonych do odtwarzania na urządzeniach kina domowego. Termin ten informuje, że zapisany na nośniku cyfrowym obraz ma takie same proporcje jak wersja oryginalna przeznaczona do emisji kinowej. Przykładowo film Ridleya Scotta zatytułowany Gladiator został nakręcony w formacie 2,39:1 na taśmie filmowej Super 35 mm i w tym samym formacie wyświetlany zarówno w kinie, jak i telewizji. Zrezygnowano z maskowania obrazu w celu jego przystosowania do emisji w proporcjach telewizyjnych 1,33:1. W rzeczywistości film może być kręcony na materiałach wielu różnych typów, ale dystrybuowany w konkretnym formacie zamierzonym przez jego twórców, dlatego bardziej adekwatnym terminem jest format zamierzony (ang. Intended Aspect Ratio w skrócie IAR), który jest jednak rzadziej używany.

### Format zmodyfikowany
Tak jak format oryginalny, także format zmodyfikowany odnosi się do filmów produkowanych na nośnikach cyfrowych i przeznaczonych do odtwarzania w domu. Termin ten, po angielsku Modified Aspect Ratio lub w skrócie MAR, określa w jaki sposób lub do jakich rozmiarów został zmodyfikowany film w porównaniu do oryginału. Najczęściej spotykaną modyfikacją jest zmiana do formatu telewizyjnego 1,33:1 (4:3) wykorzystywanego także do zapisu na kasetach VHS lub nowszego panoramicznego 1,78:1 (16:9). Modyfikację formatu uzyskuje się na dwa sposoby, technikami Pan & scan lub otwartej przysłony (open matte). Technika otwartej przysłony polega na rozszerzeniu obrazu w porównaniu do kinowego, który był maskowany przysłoną na projektorze w celu uzyskania obrazu panoramicznego. Metoda ta mogła być stosowana tylko do filmów zapisanych pierwotnie na taśmie w formacie akademii (1,37:1) lub innych niepanoramicznych standardów. Z kolei pan and scan to metoda modyfikacji filmów panoramicznych do wyświetlania na telewizorach 4:3 poprzez powtórne zgrywanie materiału wyświetlanego na ekranie w taki sposób, aby centrum akcji znajdowało się w polu widzenia kamery docelowego standardu.

## Format obrazu a jego powierzchnia
Format obrazu ma decydujące znaczenie dla jego powierzchni. Przy tej samej przekątnej obrazu jego powierzchnia zmniejsza się wraz ze zwiększaniem stosunku proporcji długości do wysokości. Zasadę przybliża poniższa tabela, gdzie:
- pokrycie powierzchni oznacza, ile procent powierzchni ma dany format względem obrazu formatu 5:4 (najmniej panoramiczny format) przy tej samej przekątnej
- pokrycie przekątnej oznacza, ile procent musi wynosić przekątna ekranu, by mieć tę samą powierzchnię względem obrazu formatu 5:4

| Format        | Zastosowanie      | Pokrycie powierzchni | Pokrycie przekątnej |
| ------------- | ----------------- | -------------------- | ------------------- |
| 1,25:1 (5:4)  | SXGA              | 100,0%               | 100,0%              |
| 1,33:1 (4:3)  | PAL               | 98,4%                | 100,8%              |
| 1,5:1 (3:2)   | NTSC              | 94,6%                | 102,8%              |
| 1,6:1 (16:10) | CGA, WSXGA+       | 92,1%                | 104,2%              |
| 1,78:1 (16:9) | HDTV              | 87,6%                | 106,8%              |
| 1,85:1        | kino panoramiczne | 85,8%                | 108,0%              |
| 2,39:1        | kino panoramiczne | 73,0%                | 117,0%              |

## Niedogodności
Wielość formatów wyświetlania obrazu jest niewygodna tak dla producentów filmów, jak i oglądających ich widzów, a także dla nadawców telewizyjnych. Prezentowanie filmu w innym formacie niż był wyprodukowany nie jest korzystne ze względu na utratę części obrazu poprzez jego obcięcie na bokach, lub z góry i dołu, ewentualnie rozciągnięcie na szerokość dostępnego ekranu co zakłóca proporcję sceny. Emisja filmów w telewizji przy obecności starszego (4:3) i nowszego (16:9) standardu wyświetlania powoduje konieczność wyboru takiego formatu, aby był on poprawnie wyświetlany na obu typach odbiorników.
W obu systemach kodowania obrazu telewizyjnego, zarówno PAL, jak i NTSC przewidziano przesyłanie sygnałów impulsowych informujących w jakim formacie jest emitowany obraz. Impulsy te są rozpoznawane przez nowoczesne odbiorniki, pozwalając na automatyczne przełączenie ich w tryb odbioru formatu 16:9 natychmiast po pojawieniu się sygnału nadawanego w ten sposób. Również w złączu SCART jeden z przewodów odpowiada za przełączanie standardów wyświetlania obrazu przesyłanego z zewnętrznego odtwarzacza.
Format obrazu kinowego nie jest podyktowany ograniczeniami technicznymi technologii ani medium przenoszenia, a jedynie zawartością filmu. Na początku ery kinematografii niektórzy reżyserzy, tacy jak David W. Griffith, zmieniali format wyświetlanego filmu w trakcie projekcji. W filmie Nietolerancja zabieg ten zastosowano w scenie upadku postaci z wysokiego muru, jednocześnie zmieniając format obrazu na węższy co dodatkowo spotęgowało dramatyzm sceny upadku z wysokości. Obecnie twórcy filmowi są zmuszeni do takiego komponowania ujęcia, aby główna akcja znajdowała się w pobliżu centrum klatki, jako kompromis między zamierzonym formatem filmu a przyszłym jego modyfikacjom zależnym od sposobu wyświetlania.